# Kiefernschwärmer
Der Kiefernschwärmer oder auch Tannenpfeil (Sphinx pinastri) ist ein Schmetterling (Nachtfalter) aus der Familie der Schwärmer (Sphingidae). Er gehört zu den häufigsten Vertretern der Familie in Mitteleuropa. Ihren deutschen Namen trägt die Art aufgrund der Raupennahrungspflanzen. In Südwesteuropa wird die Art zunehmend durch die nahe verwandte Art Sphinx maurorum verdrängt.

## Merkmale

### Falter
Die Falter erreichen eine Flügelspannweite von 70 bis 96 Millimetern. Die recht einheitliche Grundfärbung des Rumpfes und der Flügel variiert zwischen dunkelbraun und cremefarben, meistens sind die Tiere allerdings in verschiedenen Grautönen gefärbt. Etwa zwischen den Flügeldritteln verlaufen mehr oder weniger deutlich erkennbare, dunkelbraune Bänder, die meist in der Nähe des Vorderflügelrandes kräftig gefärbt sind. Diese zwei Bänder können in Extremfällen entweder fehlen oder so stark ausgeprägt sein, dass sie breit und durchgehend sind. Zwischen den beiden Bändern etwa in der Mitte der Vorderflügel befinden sich drei charakteristische, kurze, dunkle Längsstriche. Die Hinterflügel sind einfärbig braungrau gefärbt, wobei der Ansatz etwas heller gefärbt ist. An den Seiten des Thorax verläuft je ein breites dunkles Band. Der Hinterleib trägt in der Mitte einen feinen dunklen Längsstrich und an den Seiten ist jedes Segment vorn hell und hinten dunkel gefärbt.

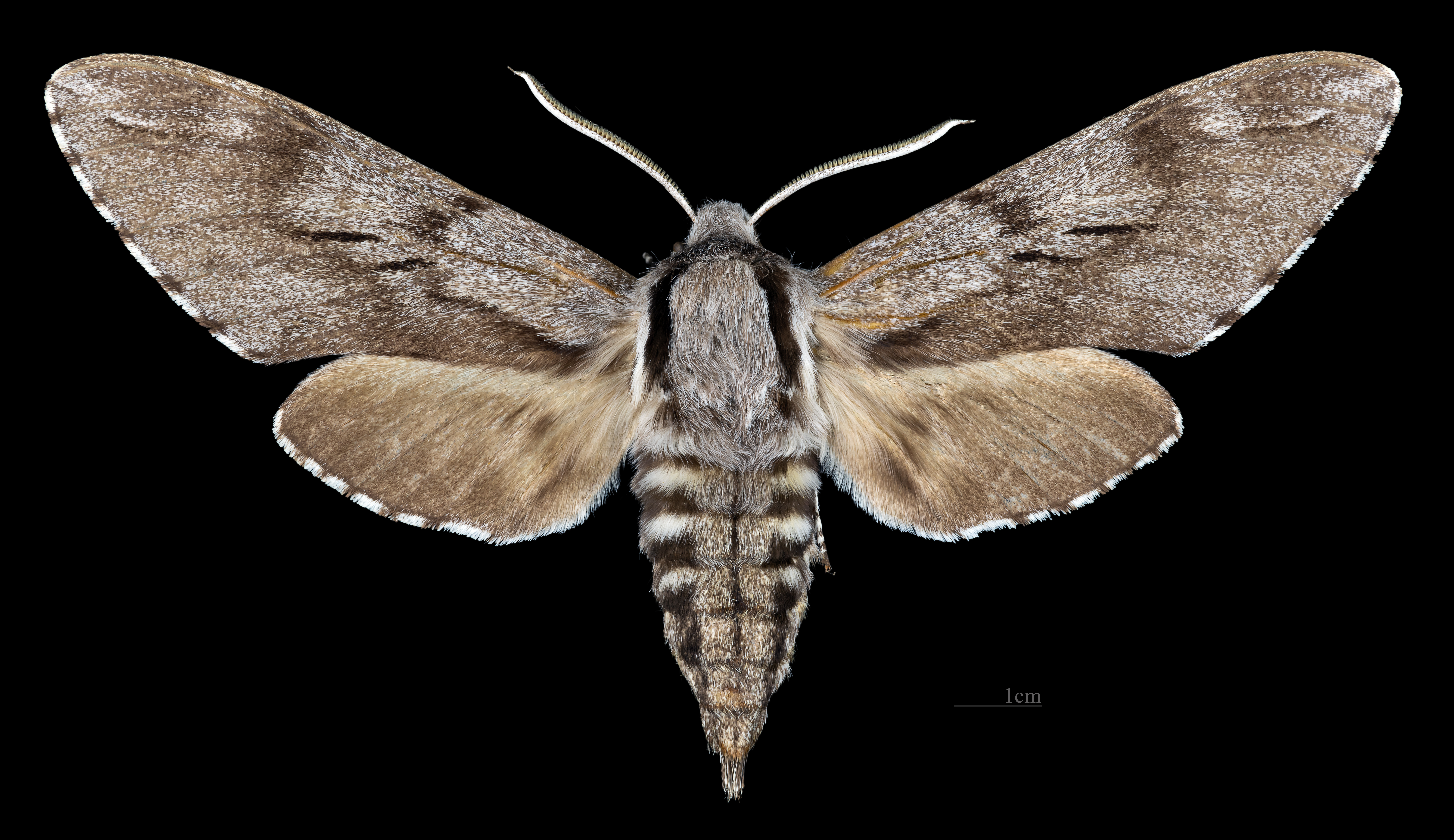
Sphinx pinastri ♂
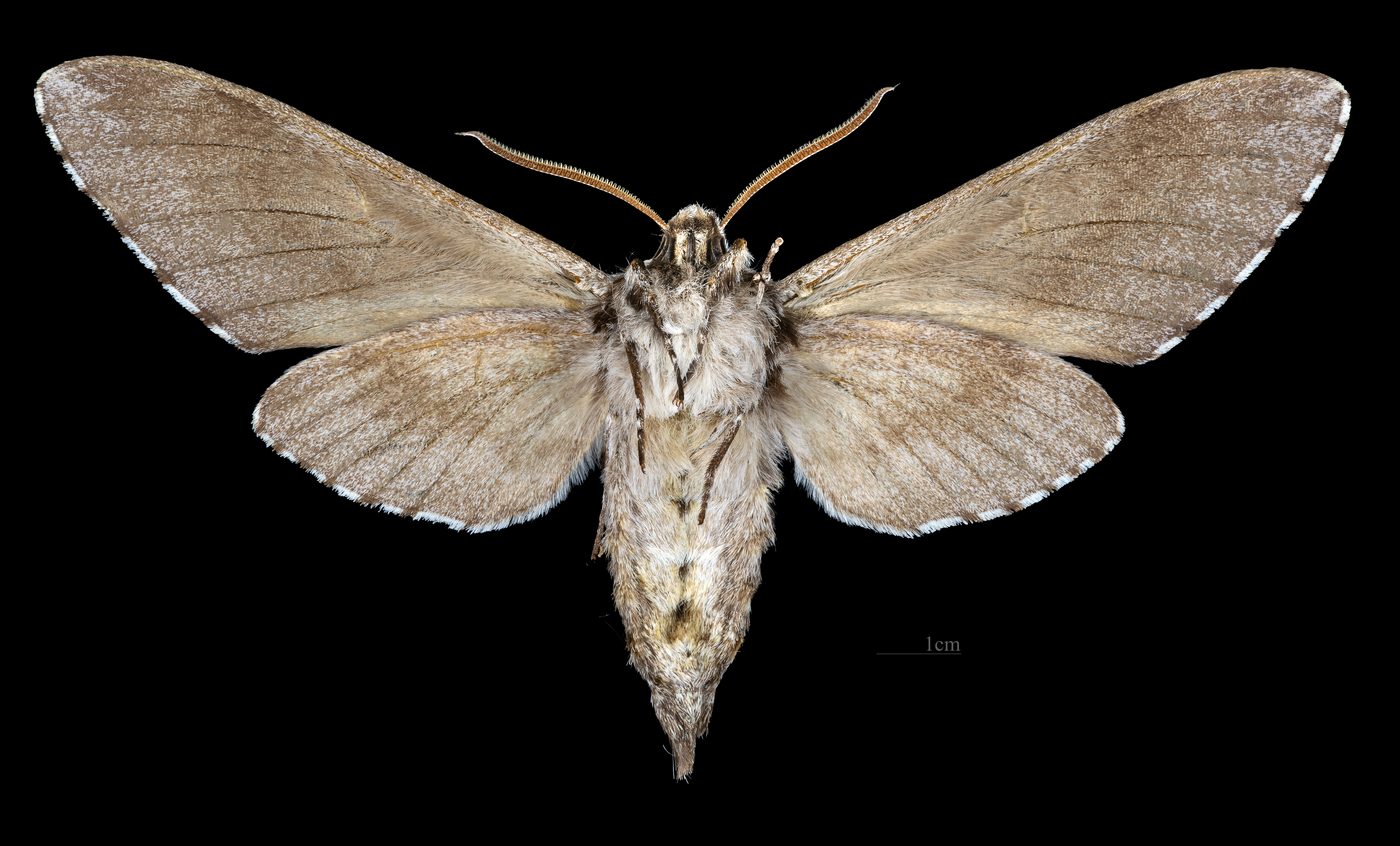
Sphinx pinastri ♂△
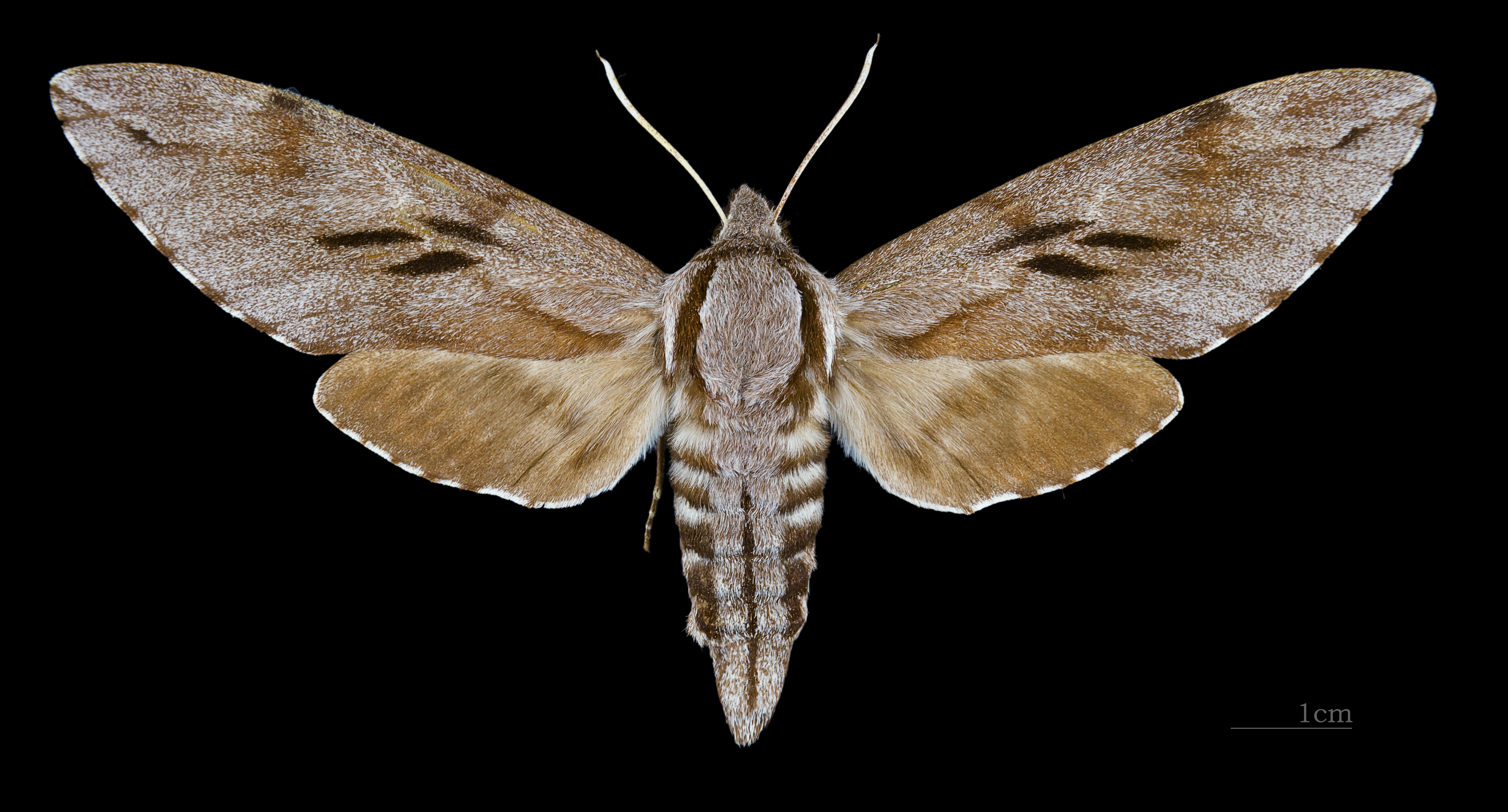
Sphinx pinastri ♀
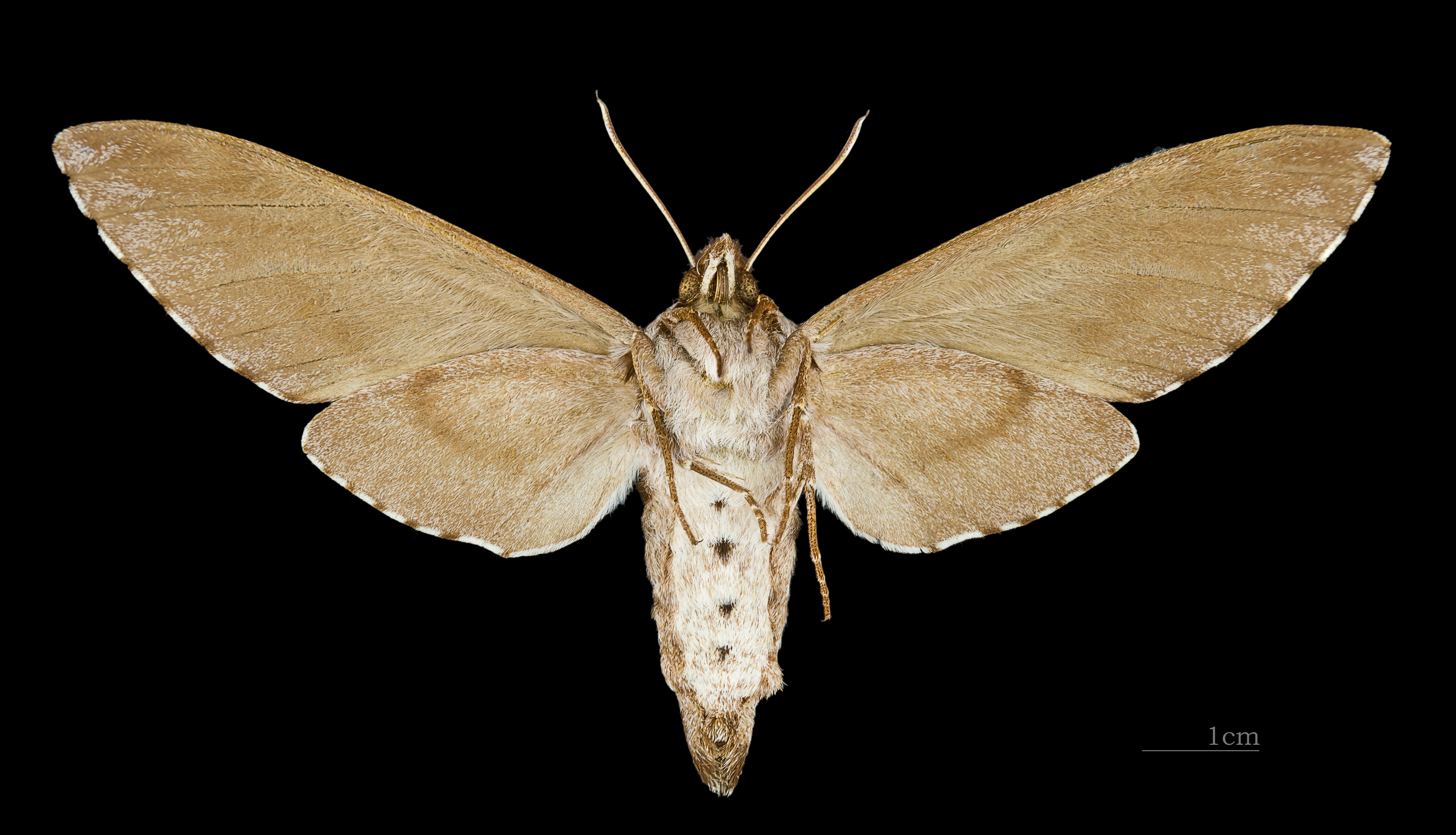
Sphinx pinastri ♀ △

### Raupen
Die Raupen werden 75 bis 80 Millimeter lang. Nach dem Schlupf sind sie etwa fünf Millimeter lang und gelb gefärbt. Ihr proportional großer Kopf ist braun, das Analhorn ist dunkel und am Ende gespalten. Mit zunehmendem Alter wird die Körperfarbe nach und nach grün, nach der ersten Häutung besitzt der grüne Körper sechs cremefarben-hellgelb gefärbte Längslinien. Der Kopf ist dann etwas heller grün gefärbt als der Körper und trägt zwei schräg angeordnete dunkle Streifen. Später werden die Längslinien breiter, und sowohl das Analhorn als auch die Beine erhalten eine rötliche Färbung.
Ausgewachsen sind die Raupen entweder grün und haben einen breit braun gefärbten Rücken und seitlich am Körper je drei weiße oder cremefarbene Längslinien, die mehr oder weniger zu Flecken aufgelöst sind, oder der Körper ist überwiegend braun gefärbt und besitzt ebenfalls cremefarbene Fleckenlinien an den Seiten. Das Analhorn ist in diesem Stadium dunkel gefärbt. Der Körper ist bei beiden Farbvarianten mit dicht aneinander liegenden, etwas vertieften, dunklen Querringen gerunzelt. Kurz vor der Verpuppung dunkelt die Körperfarbe aus und bekommt einen ölig schimmernden Glanz.

### Ähnliche Arten
Die Art kann innerhalb ihres Verbreitungsgebietes mit keiner anderen Schwärmerart verwechselt werden, lediglich sehr seltene Farbvarianten des Ligusterschwärmers (Sphinx ligustri) weisen eine gewisse Ähnlichkeit auf. Der ähnliche Sphinx maurorum verdrängt die Art im Südwesten Europas und bildet in den Überschneidungsgebieten in Frankreich Hybride. Sphinx maurorum wurde früher für eine Unterart von S. pinastri gehalten, die Männchen besitzen aber Genitalien von deutlich unterschiedlicher Form. Ansonsten ist die erste Generation von S. maurorum äußerlich nicht vom Kiefernschwärmer zu unterscheiden, die zweite Generation ist häufig deutlich blasser gefärbt.
Östlich des Verbreitungsgebietes des Kiefernschwärmers ist Sphinx morio ähnlich. Diese Art wurde früher als Unterart des Kiefernschwärmers behandelt, die Männchen weisen aber ebenfalls deutlich unterschiedlich ausgebildete Genitalien auf. Sehr ähnliche und nahe verwandte Arten sind auch die in China vorkommenden Schwärmer Sphinx caligineus und Sphinx oberthueri.

## Vorkommen
Die Tiere kommen in weiten Teilen Europas, östlich über Kleinasien und den Kaukasus, Libanon und den Norden Israels bis in den Westen Sibiriens vor. Sie fehlen auf der Iberischen Halbinsel, im Zentrum und Norden der Britischen Inseln und im Norden Skandinaviens und Russlands. Auf der Iberischen Halbinsel und im Südwesten Frankreichs wurde die Art gegen Ende des Jahrtausends zunehmend durch Sphinx maurorum verdrängt, so dass S. pinastri mittlerweile nur noch im Norden und Osten Frankreichs vorkommt. Im Überschneidungsgebiet wie etwa um Toulon finden sich Hybriden zwischen den beiden Arten.
Der Kiefernschwärmer ist auch durch mehrere Funde aus den kanadischen Rocky Mountains und dem Osten der Vereinigten Staaten bekannt, wobei unklar ist, ob es sich bei diesen Populationen um Relikte einer ursprünglichen Besiedlung Nordamerikas handelt oder ob diese Tiere eingeschleppt wurden.
Die Falter besiedeln offene und auch gemischte Kiefernwälder, insbesondere in trockenen Heide- und Steppengebieten sowie Nadelwälder bis in eine Höhe von etwa 1600 Metern in den Alpen und etwa 2000 Metern im Libanon. Die Art findet sich aber auch in Mischwäldern, Parks und Gärten.

## Lebensweise
Tagsüber sitzen die nachtaktiven Imagines meist ausgezeichnet getarnt an den Stämmen älterer Kiefern. Weibchen entfernen sich häufig nach dem Schlupf nicht vom nächstgelegenen Stamm, weswegen auch die Paarung oft dort stattfindet. Diese erfolgt nachts und kann bis in den Morgen dauern; das Paar bleibt dann bis zur nächsten Abenddämmerung am Stamm miteinander verbunden sitzen. Nur selten trennen sich die Paare bereits am Nachmittag. Danach begeben sich die Männchen auf Nahrungssuche oder auf die Suche nach weiteren Partnerinnen. Die bereits befruchteten Weibchen beginnen mit der Eiablage. Zu den angeflogenen Nektarpflanzen zählen viele stark duftende Pflanzen, wie etwa Heckenkirschen (Lonicera) oder Seifenkräuter (Saponaria). Sowohl Männchen als auch Weibchen werden durch künstliche Lichtquellen angelockt. Erstere sind in Mitteleuropa ungefähr zwischen 23:40 und 02:50 Uhr aktiv, die Weibchen findet man etwas früher, von 23:00 bis 01:10 Uhr.

### Flug- und Raupenzeiten
Die Falter fliegen in den nördlichen Bereichen des Verbreitungsgebietes, wie etwa in Mitteleuropa und auch in Sibirien, in einer Generation von Mai bis Juli. Weiter südlich, aber auch sonst in wärmebegünstigten Gebieten fliegen zwei Generationen im Mai und Juni und nochmals im August, wobei die letztere Generation manchmal unvollständig bleibt. Die Raupen finden sich in Mitteleuropa von Juli bis September, in Gebieten mit zwei Generationen im Juni und Juli und im September und Oktober.

### Nahrung der Raupen
Die Raupen ernähren sich von verschiedenen Kiefernarten (Pinus), insbesondere von der Waldkiefer (Pinus sylvestris), und von Fichten (Picea). Im Alpenraum ist die Gemeine Fichte (Picea abies) die wichtigste Nahrungspflanze, in Sibirien die Sibirische Fichte (Picea obovata). Gelegentlich findet man in Nord- und Mitteleuropa Raupen auch an der Europäischen Lärche (Larix decidua), in Südeuropa werden auch Zedern (Cedrus) gefressen. Die aus Nordamerika stammende Douglasie (Pseudotsuga menziesii) zählt ebenso zu den gelegentlichen Nahrungspflanzen.

## Entwicklung
Die Weibchen legen etwa 100 Eier einzeln nahe beieinander auf den Nadeln von jungen Trieben hoch oben auf den Nahrungspflanzen ab. Bevorzugt werden dabei meist einzeln stehende Bäume oder solche, die in kleinen isolierten Gruppen wachsen. Die Eier sind 2,0 mal 1,5 Millimeter groß, leicht in der Längsachse abgeflacht und haben anfangs eine mattgelbe Färbung, die sich später zu rötlichgelb verfärbt. Vor dem Schlupf ist der dunkle Kopf der Raupe durch die Eihülle erkennbar. Bei 19 bis 22 °C schlüpfen die Tiere nach sechs bis neun Tagen, bei niedrigeren Temperaturen nach bis zu 20 Tagen.
Zunächst frisst die Raupe einen Teil der Eischale, bevor sie die Nadeln der Bäume als Nahrung nutzt. Sie sitzt dabei längs einer einzelnen Nadel und frisst zunächst nur an der Oberfläche. Später wird mit zunehmender Größe eine Nadel zwischen den Beinen gehalten und von der Spitze nach unten gefressen. Ältere Nadeln werden dabei bevorzugt. Ihre Färbung gibt ihnen zwischen den Nadeln eine gute Tarnung, sie sind aber anhand der charakteristisch abgefressenen Triebe hoch oben auf den Pflanzen gut zu finden. Die Raupen fressen tagsüber und sind in ihrem Verhalten sehr träge. Sie bewegen sich nur gerade so viel wie nötig und nehmen auch verhältnismäßig wenig Nahrung zu sich, bis sie ausgewachsen sind. Erst dann werden sie sehr aktiv und begeben sich auf die Suche nach einem geeigneten Platz zur Verpuppung in einiger Entfernung zur Nahrungspflanze. Die Verpuppung findet am Boden freiliegend unter Moos oder den abgefallenen Nadeln der Nahrungspflanzen statt. Die Puppe wird 35 bis 40 Millimeter lang und hat eine glänzend rotbraune Farbe. Sie ist der des Ligusterschwärmers sehr ähnlich. Die Tiere überwintern verpuppt, nicht selten auch ein zweites Mal. Gelegentlich treten Massenvermehrungen des Kiefernschwärmers auf, diese haben aber vor allem aufgrund der großen Zahl an Parasitoiden keinen wirtschaftlichen Einfluss.

## Gefährdung und Schutz
Der Kiefernschwärmer ist neben dem Kleinen Weinschwärmer (Deilephila porcellus) eine der häufigsten und am weitest verbreiteten Schwärmerarten in Mitteleuropa. Da die Populationen von äußeren Faktoren wie Witterung und Temperatur unabhängig und damit relativ konstant sind und Eingriffe des Menschen in die Habitate nur geringen Einfluss haben, ist die Art nicht gefährdet.

## Spezialisierte Feinde
Es sind zahlreiche Parasitoide aus den Familien der Schlupfwespen (Ichneumonidae), Pteromalidae, Raupenfliegen (Tachinidae) und Encyrtidae bekannt, die sich in Kiefernschwärmern entwickeln. Die Raupenfliege Phryxe erythrostoma ist ein auf die Art spezialisierter Parasitoid, bei dem sich bis zu 18 Larven in einer Puppe des Kiefernschwärmers entwickeln. Ein weiterer Feind ist die Puppenkernkeule (Cordyceps militaris). Diese Pilze wachsen in den Puppen, töten diese ab und bilden dann an der Körperoberfläche der Puppen ihre keulenförmigen und gelborangen Fruchtkörper aus.

## Bilder

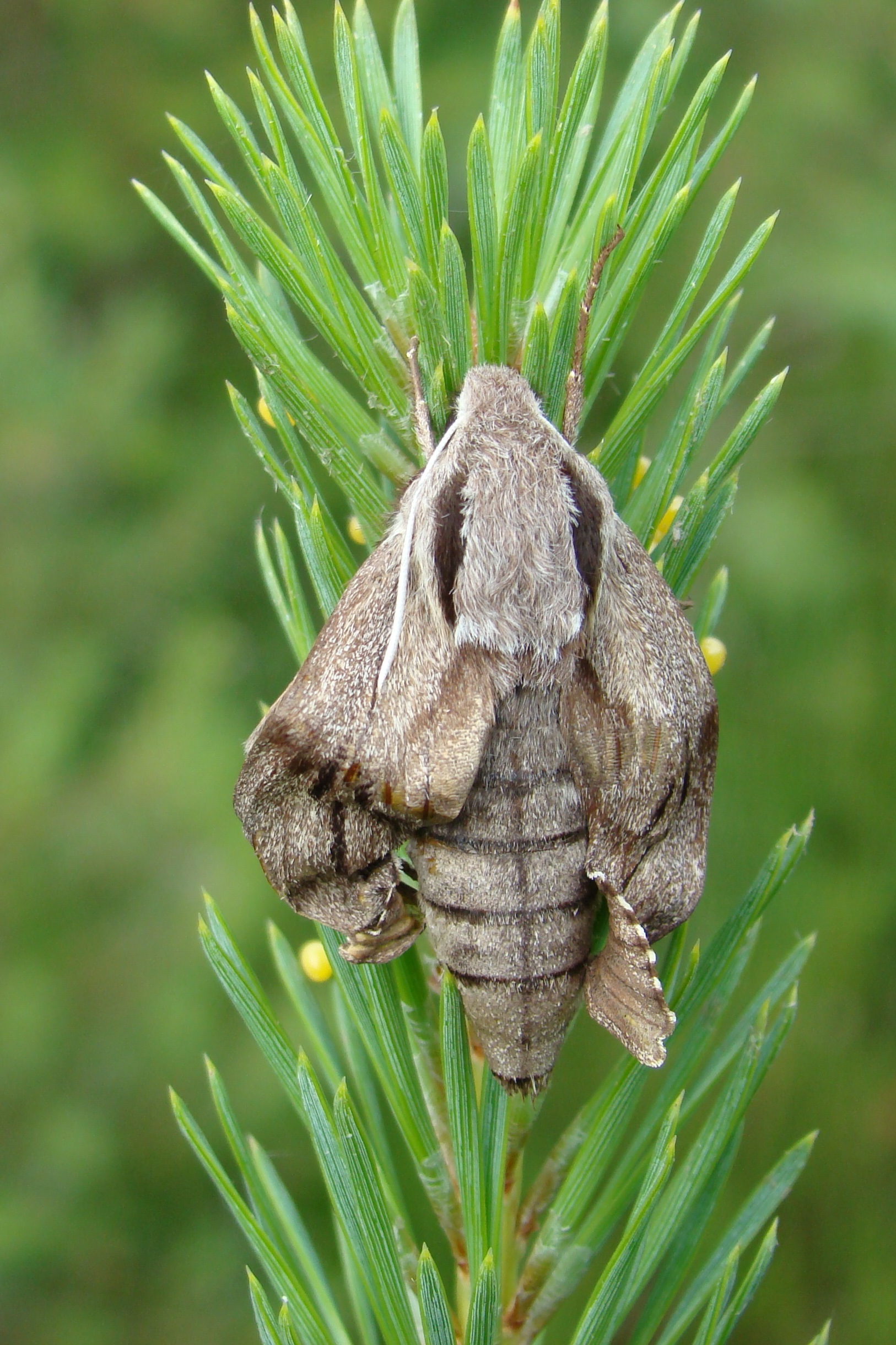
Weibchen mit deformierten Flügeln bei der Eiablage; einige gelbe Eier wurden bereits abgelegt
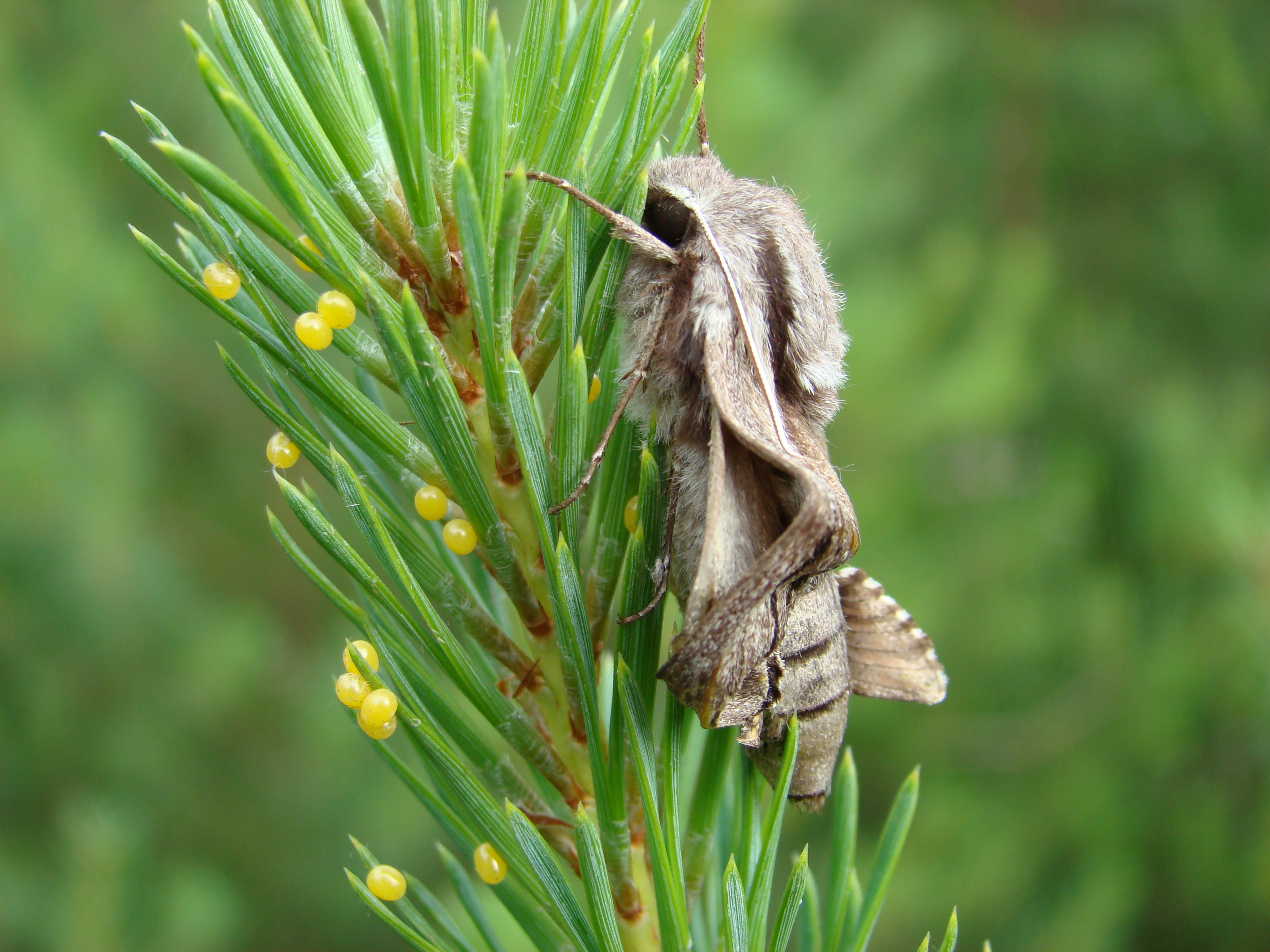
Dasselbe Weibchen von der Seite
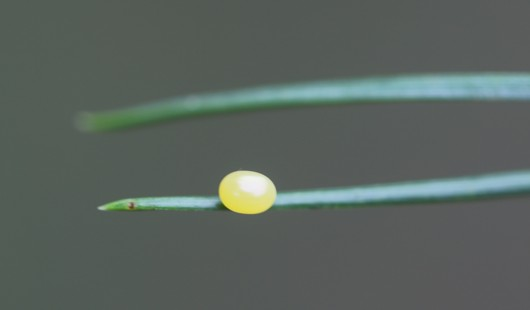
Ei an Kiefernnadel (2 mm)
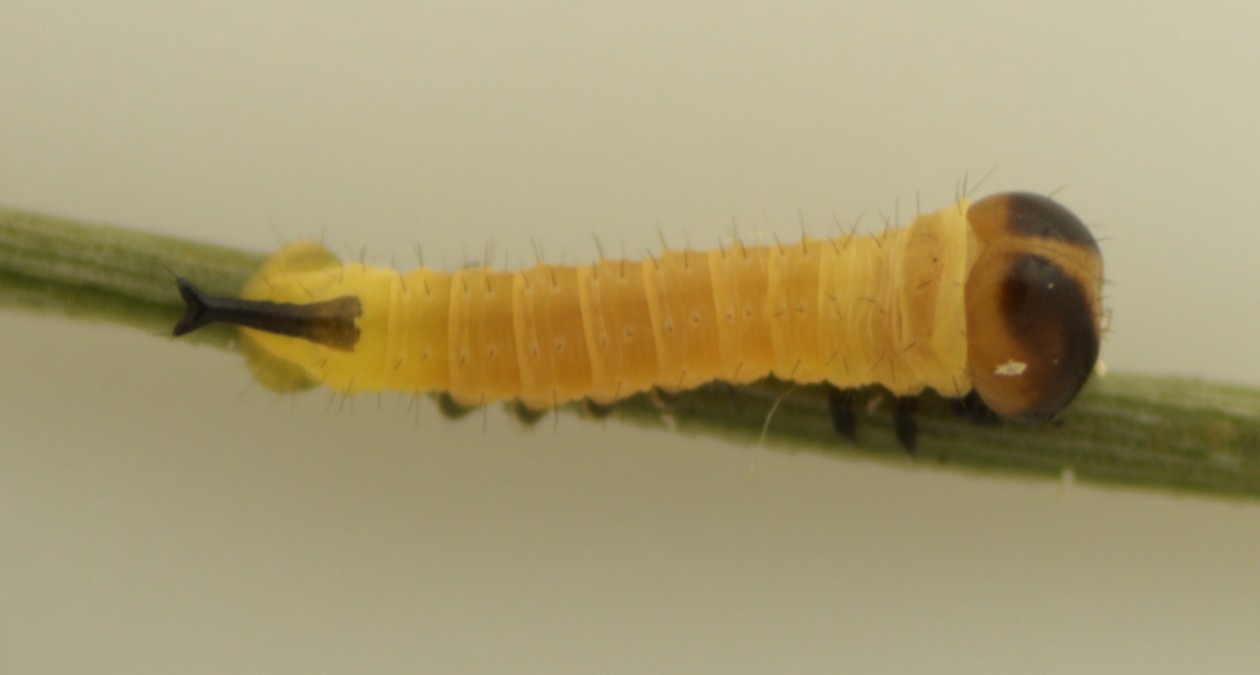
Frisch geschlüpfte L1-Raupe (5 mm)
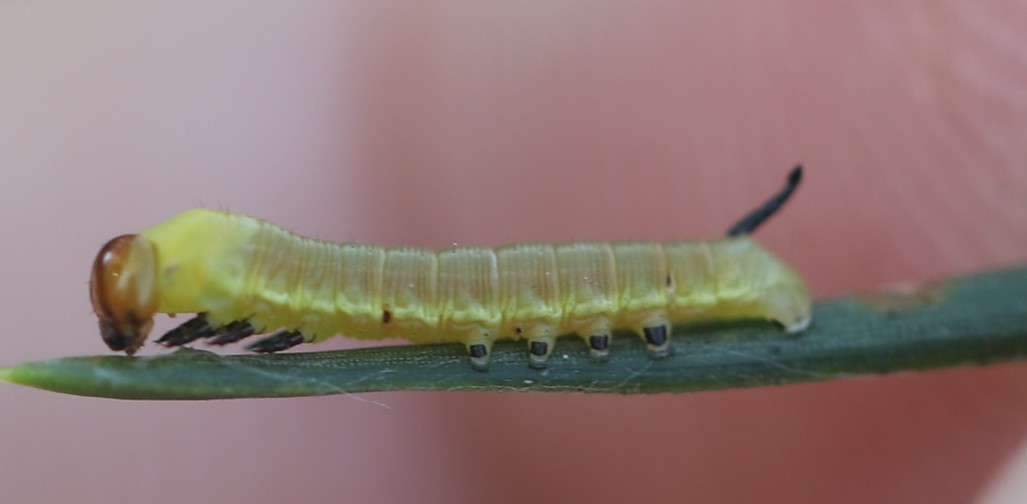
Ältere L1-Raupe (9 mm)
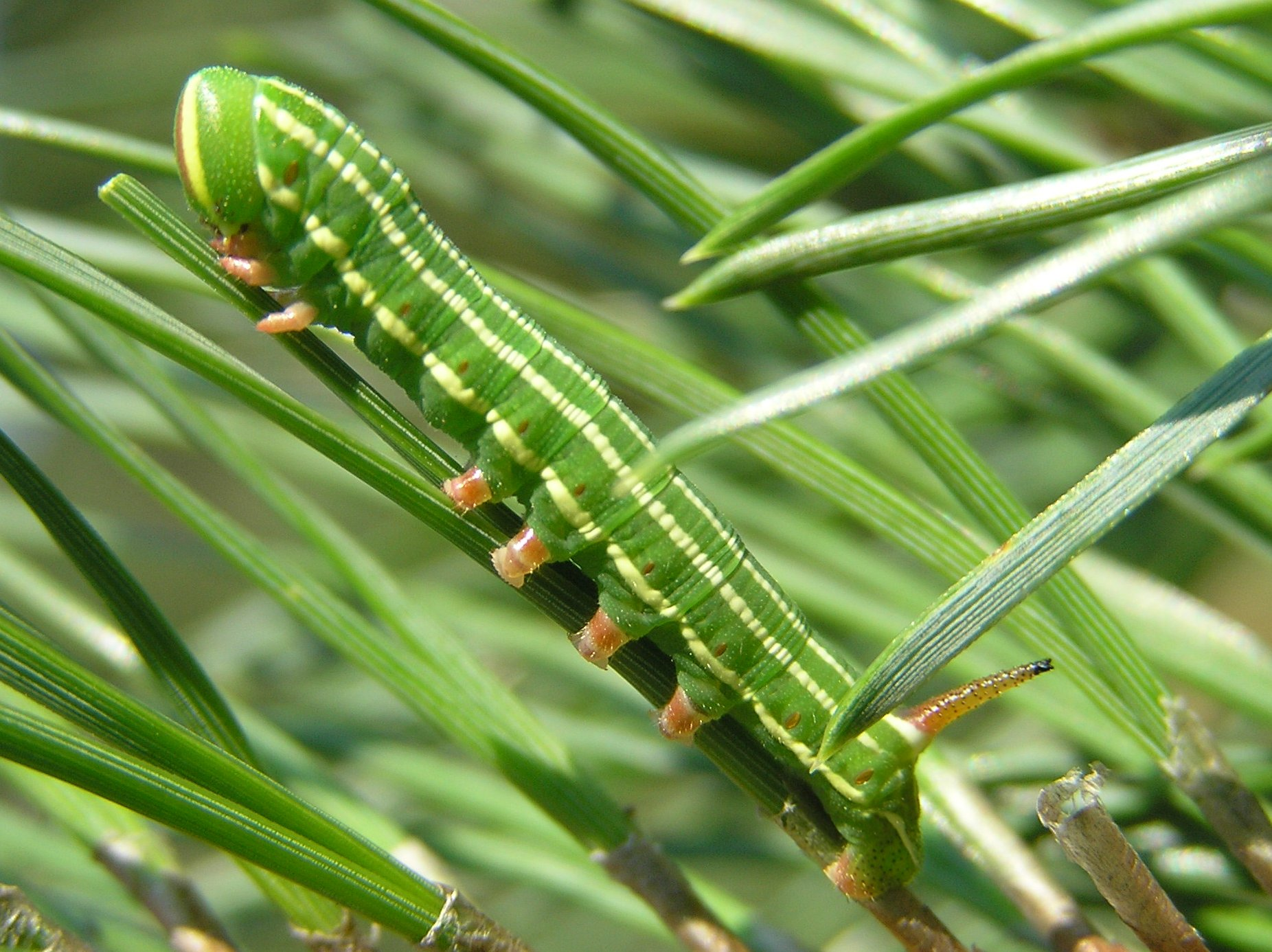
Raupe beim Fressen
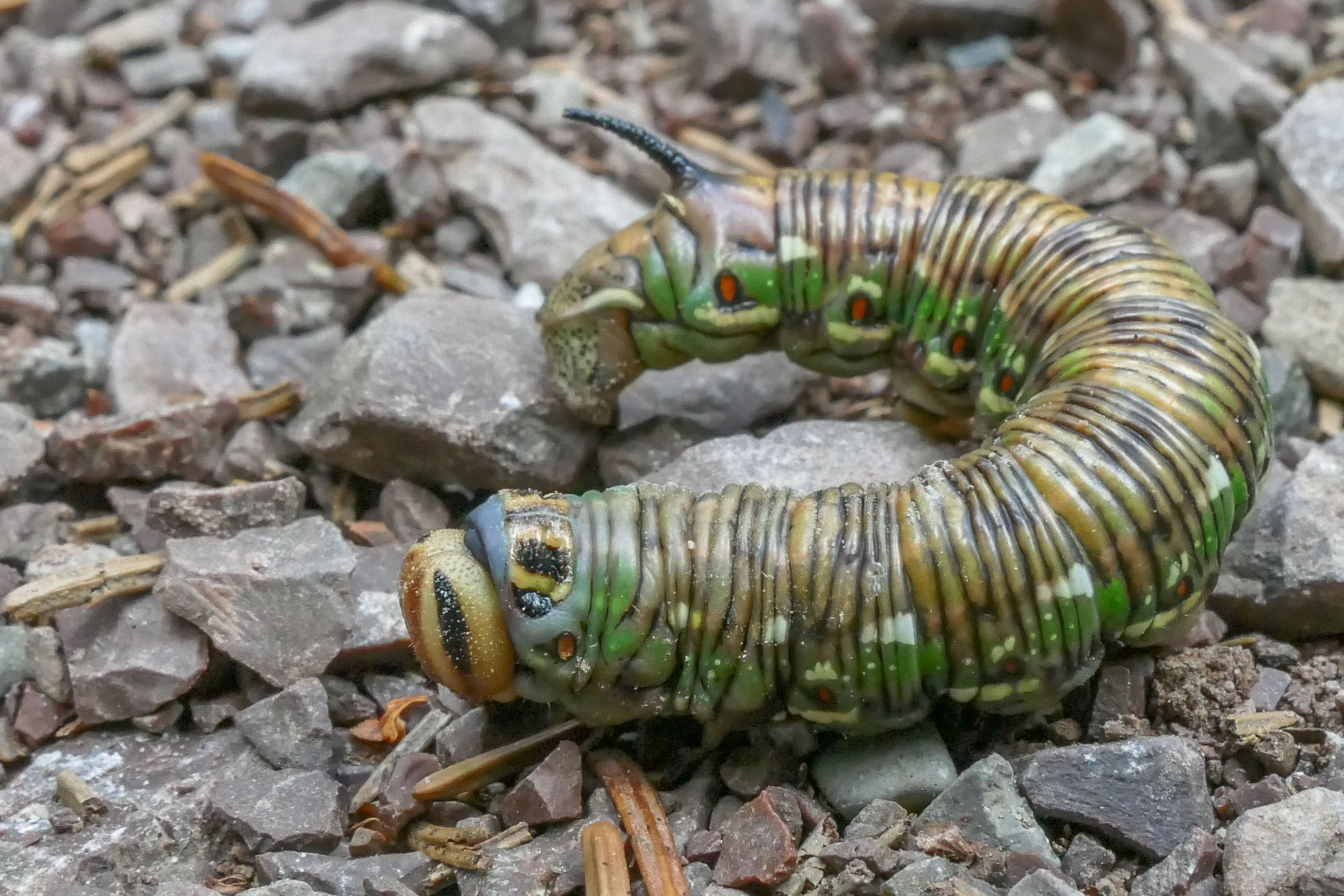
Ausgewachsene verpuppungsbereite Raupe
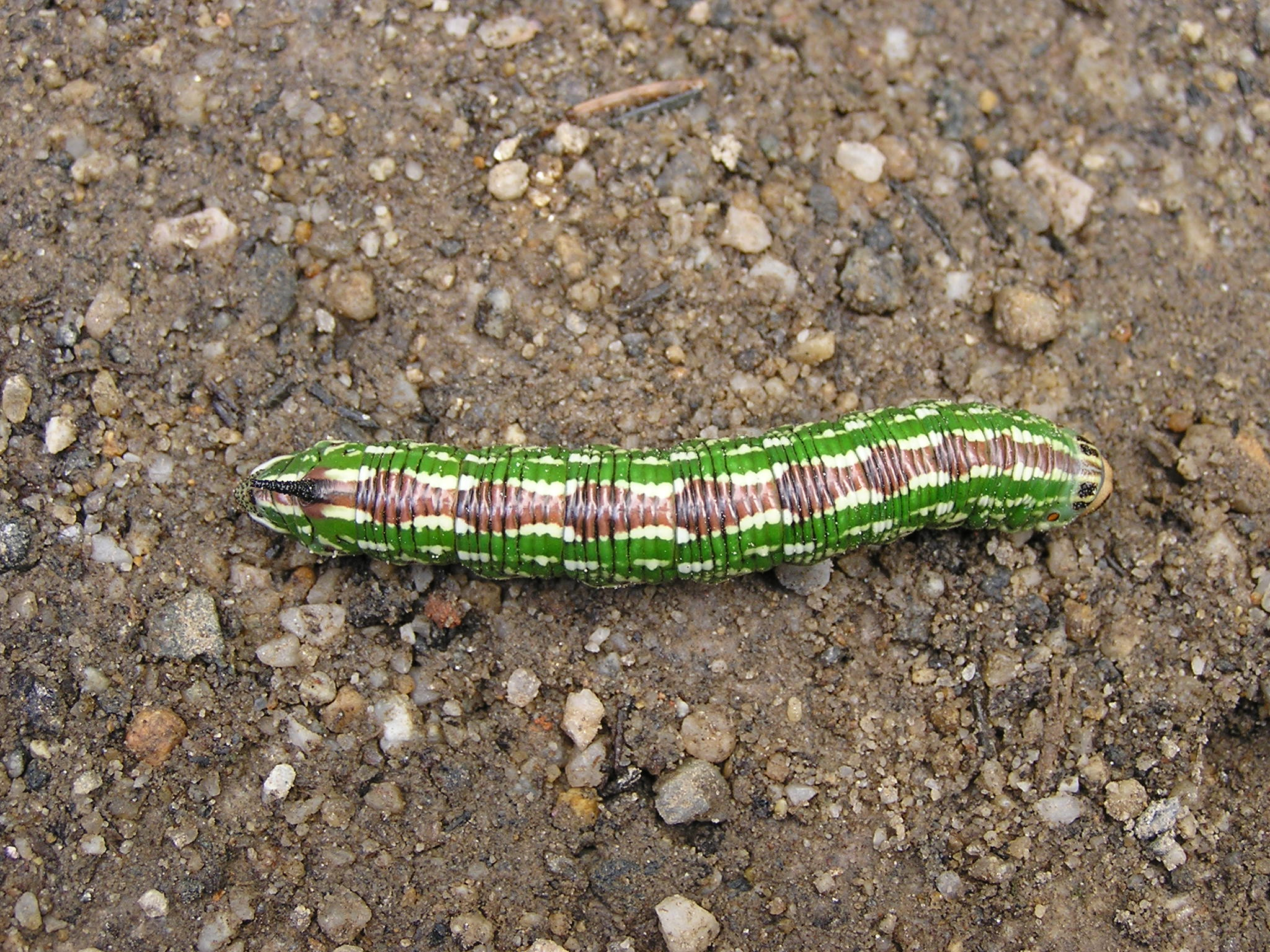
Verpuppungsbereite Raupe von oben
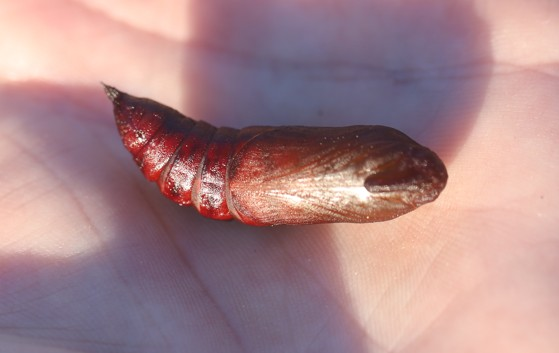
Puppe (30  mm)

## Weiterführende Literatur
- Ronny Steen: Pollination of Platanthera chlorantha (Orchidaceae): new video registration of a hawkmoth (Sphingidae). In: Nordic Journal of Botany. Volume 30, Issue 5, pages 623–626, October 2012, doi:10.1111/j.1756-1051.2012.01574.x